# Haçane ibne Alcácime Canune
Haçane ibne Alcácime Canune, também chamado Haçane II, foi o último califa do Califado Idríssida do Magrebe que governou de 954/955 até 974. Foi antecedido por seu irmão Amade I.

## Vida
Haçane era filho e irmão dos califas Alcácime I e Amade I. Em 954/955, seu irmão abdicou em seu nome. Em 958, o general fatímida Jauar Assiquili invadiu o Califado Idríssida para lutar contra com o omíadas cordoveses que dominavam o país e eram senhores dos idríssidas desde o tempo do pai de Haçane. Jauar os derrotou e subjugou o país todo, forçando Haçane a reconhecer a suserania do califa fatímida. Em 972, os omíadas foram derrotados por idríssidas de Haçane. Pouco depois, porém, enviaram o general Galibe para sitiá-los na fortaleza de Hajar Nácer. Em 974, Haçane se rendeu e foi levado para Córdova, onde permaneceu até depois de 979, quando foi banido e se refugiou no Egito. Vários anos depois voltou, com apoio fatímida, para tomar o poder, mas foi derrotado, levado prisioneiro pelo general omíada enviado pelo hájibe Almançor e então assassinado no caminho para Córdova em 985.